# Robin Hood: Prince of Thieves
Robin Hood: Prince of Thieves är en amerikansk äventyrs-action som hade biopremiär i USA den 14 juni 1991, regisserad av Kevin Reynolds med Kevin Costner och Morgan Freeman i huvudrollerna.

## Handling
År 1189 ledde Englands nyblivne kung Rikard Lejonhjärta ett tredje korståg för att återerövra Heliga landet från turkarna, men med sin unga adelsmantrupp misslyckades ärendet – de flesta stupade, medan resten blev tillfångatagna.
Efter fem års fångenskap hos araberna i Jerusalem lyckas Robin Hood av Locksley vid en handavhuggning slå sig fri och flyr tillbaks till England med sin nya och islamska tatuerade följeslagare morianen Azeem. Azeem var dömd till döden, men eftersom Robin räddade hans liv vill han uppfylla ett löfte om att göra likadant för Robin.
Väl framme på hemmaplan efter fyra månaders båtfärd möts Robin av en upp- och nervänd värld; hans far Lord Locksley har under tiden mördats av den tyranniske Sheriffen av Nottingham, efter att falskt inför sheriffens biskop tvingats ha erkänt djävulsdyrkan. Utöver detta har Locksleys förman Duncan fått sina båda ögon utstuckna och marken är beslagtagen. Den numera fattige rikemanssonen Robin Hood förklarar hämnd på sin far och inleder en vandring med Azeem och Duncan, först och främst för ett nytt hem och besöker Robins vän Peters (som förolyckades vid flykten från Jerusalem) hem, där de träffar Peters lillasyster Marion som Robin svurit Peter om att beskydda. Sheriffens kusin Gisburne dyker dock upp med sina knektar som är ute efter Robin (efter att Robin dödade fyra av Gisburnes knektar ett par dagar innan i samband med jakt/skydd av pojken Wulf, som dödat en av sheriffens hjortar på grund av svält), då Robins sällskap stjäl Marions häst varefter dem flyr och gömmer sig i Sherwoodskogen.
När de utforskar skogen och ska över en å blir de tullangripna av en grupp fredlösa människor (däribland skogvaktaren och åttabarnsfadern John Little, men också Will Scarlett som senare visar sig vara Robins halvbror). Efter ett antal misslyckade ronder vinner Robin till slut käpp-duellen mot John Little, även hans respekt och vänskap. Dagen efter beger han sig förklädd till Nottinghams slott för att få diskret information och får veta att det har satts ett pris på 100 guldmynt för hans huvud. När han plötsligt möter sheriffen öga mot öga ger han sheriffen ett stort skärsår på kinden, och stjäl därefter även hans häst vid flykten. Skogsgruppen ser detta först som ett dårskap där vissa vänder sig emot honom, men de blir fort förståeliga och Robin övertar rollen som skogsgruppens nya ledare. Gruppen består mestadels av fattiga bönder, men tack vare Robins starka stöd och skogens tillgångar kan de snart smida vapen och träna sig till tappra krigare. De börjar göra räder mot sheriffen som snart blir besvärande för honom, och ständigt höjer priset för Robins huvud. Gisburnes ständigt misslyckade försvar leder till att sheriffen dödar honom i slottets svärdssmedlokal. Ett av angreppen får den ölhalsande Broder Tuck att ansluta sig till Robins manskap.
Efter myntstölder i mångmiljonbelopp (främst skattepengar avsedda som mutor från sheriffen till lejda krigsmedhjälpare för att få kung Richard på knä) och de prestigefyllda attackerna under höstens gång åker de dock på ett stort bakhåll i deras skogsläger av sheriffens armé tillsammans med Kelter han anlitat, som med flammande bågpilar bränner ner nästan hela lägret, där många blir tillfångatagna och tror att Robin Hood förolyckats. Dessa döms till döden genom hängning, samtidigt som Marion motvilligt tvingas gifta sig med sheriffen som vill bli kunglig i och med att Marion är kusin med kung Richard. Sheriffen har också en åldrad häxa, som ständigt hjälper honom med planer och kan se in i framtiden.
Robin, som fortfarande lever, gör en finalkupp mot Nottinghams slott tillsammans med återstående medhjälpare för att befria alla fångar inklusive Marion.

## Rollista i urval
- Kevin Costner – Robert "Robin" of Locksley
- Morgan Freeman – Azeem Edin Bakshir Al Bakir
- Mary Elizabeth Mastrantonio – Marion
- Christian Slater – Will Scarlett
- Alan Rickman – Sheriffen av Nottingham
- Geraldine McEwan – Mortianna (häxa)
- Brian Blessed – Lord Locksley
- Michael McShane – Broder Tuck
- Michael Wincott – Sir Guy of Gisburne
- Nick Brimble – Lille John
- Soo Drouet – Fanny
- Daniel Newman – Wulf
- Daniel Peacock – David of Doncaster
- Walter Sparrow – Duncan
- Sean Connery – Kung Richard

## Om filmen
- Filmen hade Sverigepremiär den 28 juni 1991[2] på biograferna Rigoletto och Rival i Stockholm.
- Filmen hade vid sin svenska premiär en åldersgräns på 15 år och var då 143 minuter lång. Tre månader efter premiären begärde den svenska distributören filmen omcensurerad för att få en ny åldersgräns på 11 år. Statens biografbyrå gick med på detta efter sammanlagt 15 olika nedkortningar, vilket gjorde filmen fyra och en halv minuter kortare – även om detta ej framgick i marknadsföringen. De flesta bortklippta scenerna är med sheriffen och häxan, där det framgår att sheriffen är både satanist och häxans biologiske son.
- Med filmen fick den kanadensiske sångaren Bryan Adams en hit med sången (Everything I Do) I Do It for You som ledmotiv i filmen.
- Filmen lånade flera idéer och influenser från den brittiska TV-serien Robin av Sherwood (1984–1986), såsom  elementet med magi och vidskeplighet i medeltidens England, liksom Nickolas Graces för Robin av Sherwoods högst nyskapande porträtt av Sheriffen av Nottingham som sarkastisk, överdrivet arg, och alltid på gränsen till galen. (Med undantag för Graces tolkning av Sheriffen, hade han tidigare alltid framställts som sofistikerad, lugn och allmänt iskall på film och TV.) Även användes idén med medlemmen av "arabiskt" ursprung i Robin Hoods gäng. Denne medlem hade först dykt upp i Robin av Sherwood, vilken då hette Nasir och spelades av Mark Ryan. Filmskaparna tänkte länge också kalla sin utländske medlem för Nasir, men efter att en av filmens stuntmän, engelske Terry Walsh, som även hade jobbat på Robin av Sherwood under 1980-talet, poängterade för dem att Nasir aldrig fanns med i de gamla legenderna kring Robin Hood, ändrade man namnet på Morgan Freemans rollfigur till Azeem för att undvika att eventuellt bli anklagade för plagiat. Skaparna av den engelska TV-serien ansåg aldrig att det fanns något större behov för några anklagelser, men har under senare år skämtsamt uttalat sig om att personerna bakom den amerikanska biofilmen inte kunde ha valt en bättre titel på sin film än 'Prince of Thieves'.
- Cary Elwes var en av de första till att bli erbjuden en huvudroll i filmen. Han tackade dock nej efter att ha läst igenom manus. Några år senare, dock, tackade Elwes ja till att göra parodin Robin Hood – karlar i trikåer.
- Kevin Costner fick mycket kritik, i synnerhet av engelsmännen, för Robin Hoods dialekt i filmen. För att göra det hela mer realistiskt, försökte Costner till en början att använda sig av en brittisk dialekt, men då han snart insåg att han inte kunde efterlikna britternas uttal, gav han upp under den senare delen av filmningen. Resultatet i filmen blev en blandning av ett svagt brittiskt uttal och ett amerikanskt. Som en följd av detta, på frågan om varför det brittiska folket skulle följa honom i parodin Robin Hood – karlar i trikåer några år senare, svarar följaktligen engelskfödde Cary Elwes: "Because, unlike some other Robin Hoods, I can speak with an English accent."
- Delar av filmen är inspelad på Alnwick Castle.
- Sean Connery fick ett gage på 250 000 pund för rollen som Kung Richard, en figur som är med i mindre än två minuter i den färdiga filmen och tog två dagar att spela in. Connery skänkte bort hela beloppet till välgörenhet.[3]

### Tagline
- Det fanns en tid, då det enda sättet att försvara rättvisan var att bryta mot lagen ...

### Fotnoter
1. ↑  ”Robin Hood: Prince of Thieves” (på engelska). Box Office Mojo. 14 juni 1991. http://www.boxofficemojo.com/movies/?id=robinhoodprinceofthieves.htm. Läst 9 september 2016.
2. ↑  ”Robin Hood: Prince of Thieves”. Svensk filmdatabas. 28 juni 1991. http://www.sfi.se/sv/svensk-filmdatabas/Item/?type=MOVIE&itemid=17135. Läst 9 september 2016.
3. ↑  "Vad hände med Sean Connerys pengar?" Arkiverad 1 januari 2023 hämtat från the Wayback Machine., The Money 1 januari 2023.